# Cistus hybridus
Cistus hybridus är en solvändeväxtart. Cistus hybridus ingår i släktet Cistus och familjen solvändeväxter.

## Underarter
Arten delas in i följande underarter:
- C. h. grandiflorus
- C. h. hybridus
- C. h. australis
- C. h. secallianus